# 加佐登神社
加佐登神社（かさどじんじゃ）は三重県鈴鹿市にある神社である。

## 概要
日本武尊の能褒野（のぼの）陵墓と伝えられた白鳥塚古墳の横に鎮座し、尊が死の間際まで持っていたといわれる笠と杖をご神体として祀る。

延喜式神名帳にある、伊勢国鈴鹿郡の倭文神社（しとりじんじゃ）を合祀したと伝えられる。
紫ツツジの名所としても知られている。
日本武尊を主祭神とし、古来、御笠殿社（みかさどのしゃ）と呼ばれていた。
江戸時代後期の国学者・平田篤胤は「御笠殿社由来記」（1829年）で、腫物などの病に霊験あると記している。
境内には倭文神社や慈悲山廃寺があったと伝えられる。
明治6年（1873年）に「笠殿」（かさどの）から現社名へ改め、明治41年（1908年）に近隣の神社16社を合祀し、現在の姿となった。また同年、村社に列格した。
境内の椎山川中世墓から出土した陶器などを展示する高宮資料館がある。

## 祭事
- 月次祭（毎月8日）
- 歳旦祭（1月1日）
- 祈年祭（2月21日）
- 春季大祭（4月8日） - 通称「八日さん」。日本武尊の薨じた日とされる。
- 天王祭（7月31日） - 茅の輪くぐりが行われる。
- 例祭（10月8日）
- 新嘗祭（11月30日）

## 境内

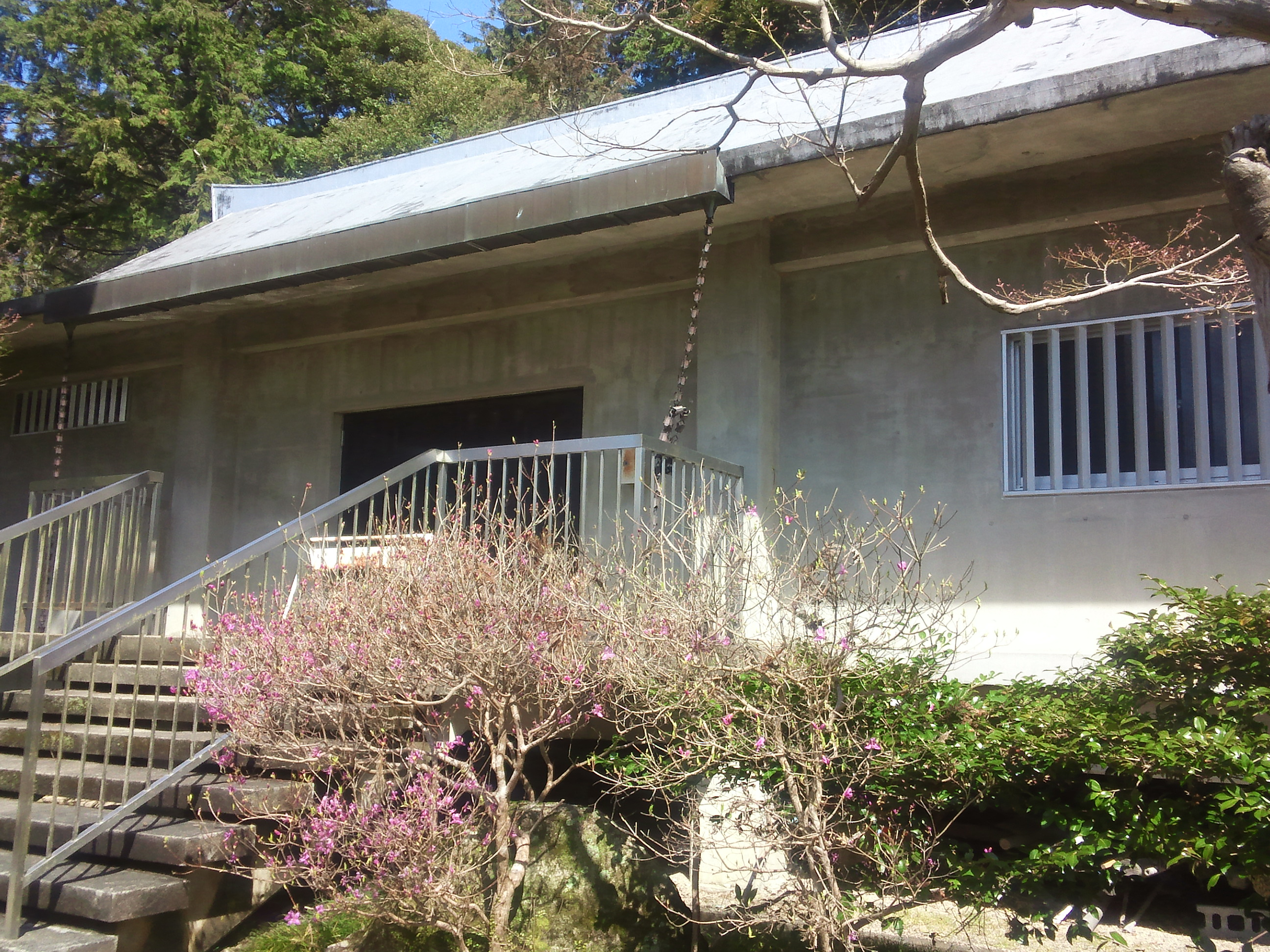
高宮資料館
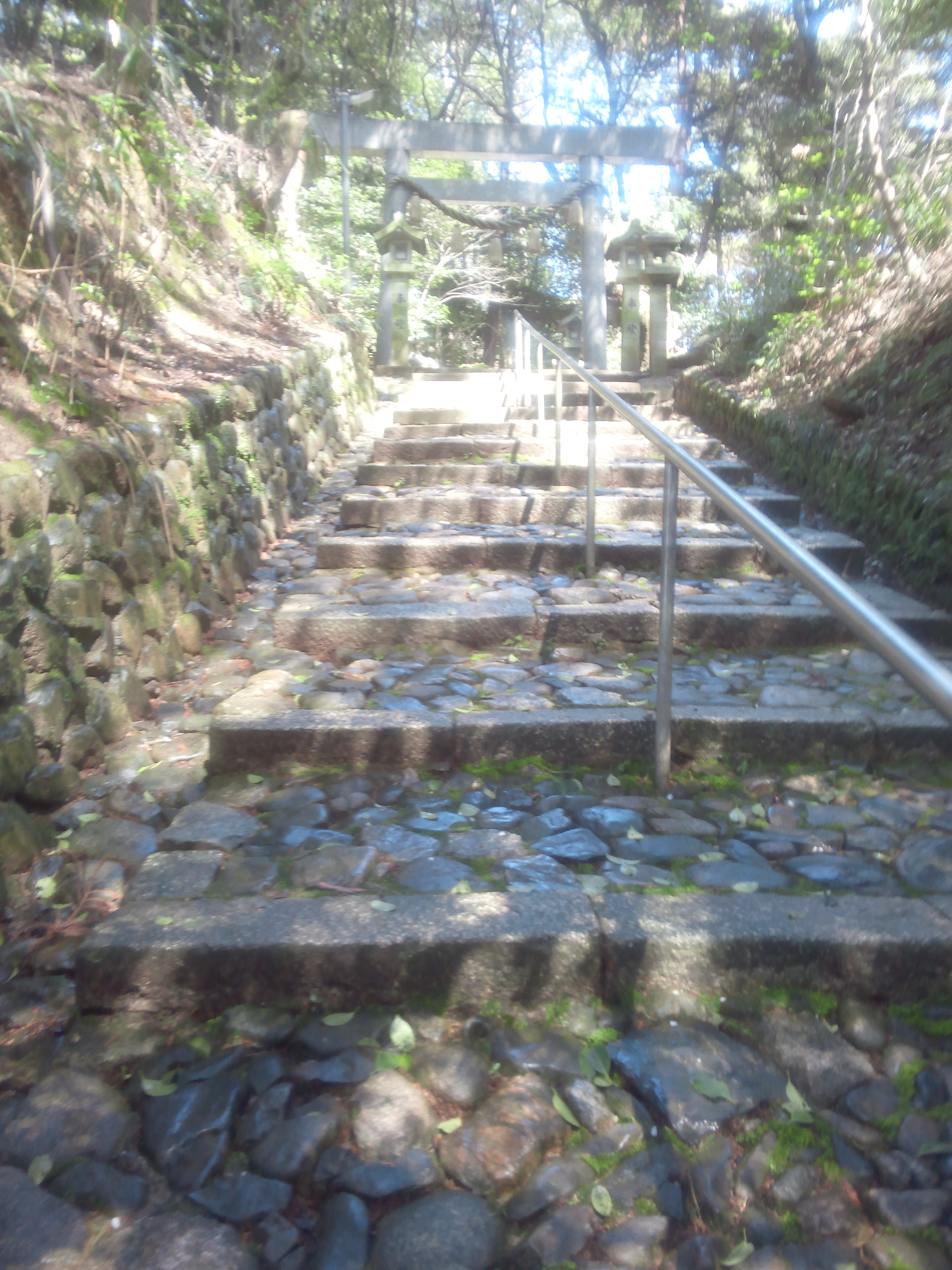
参道
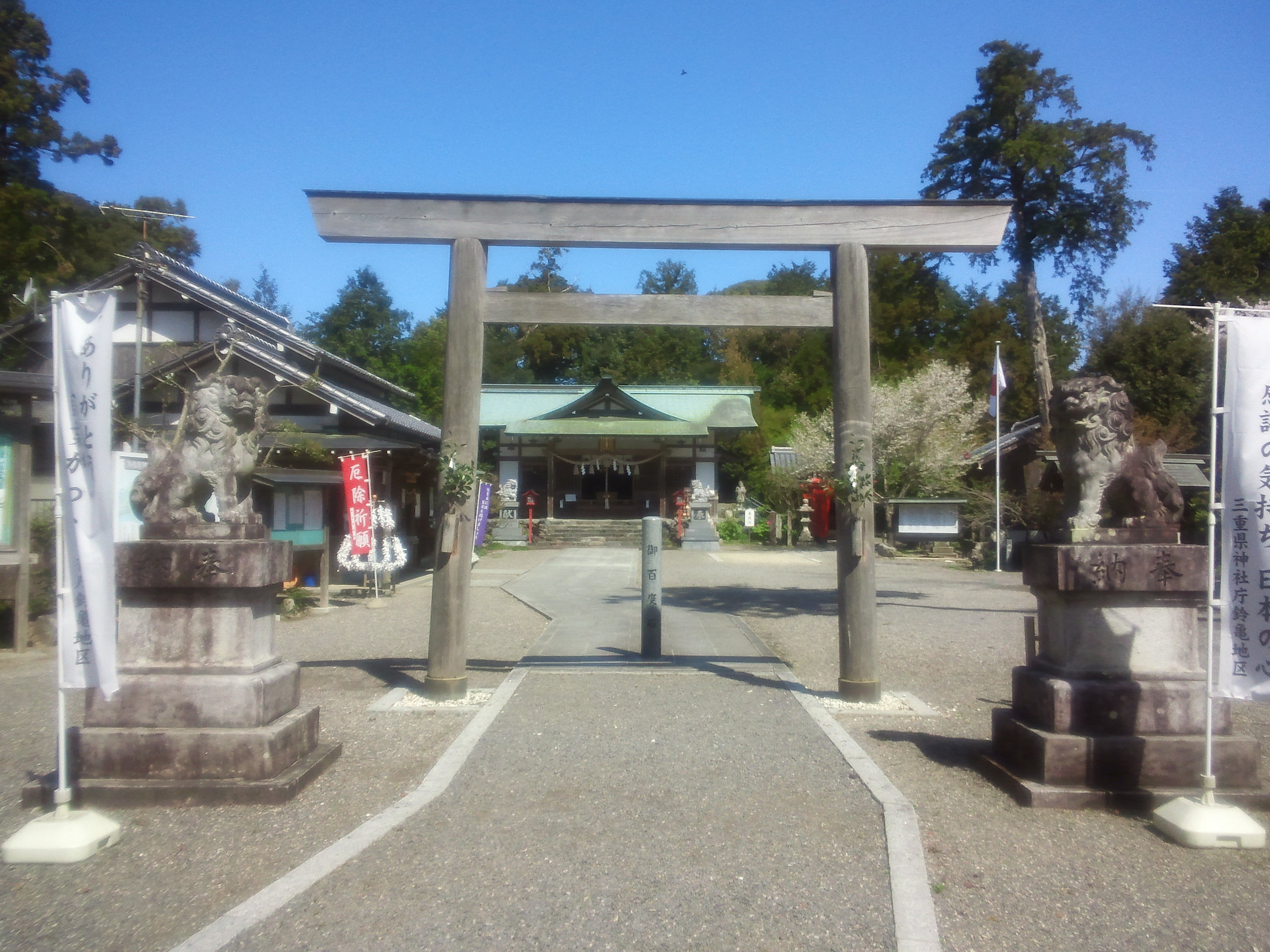
木製鳥居
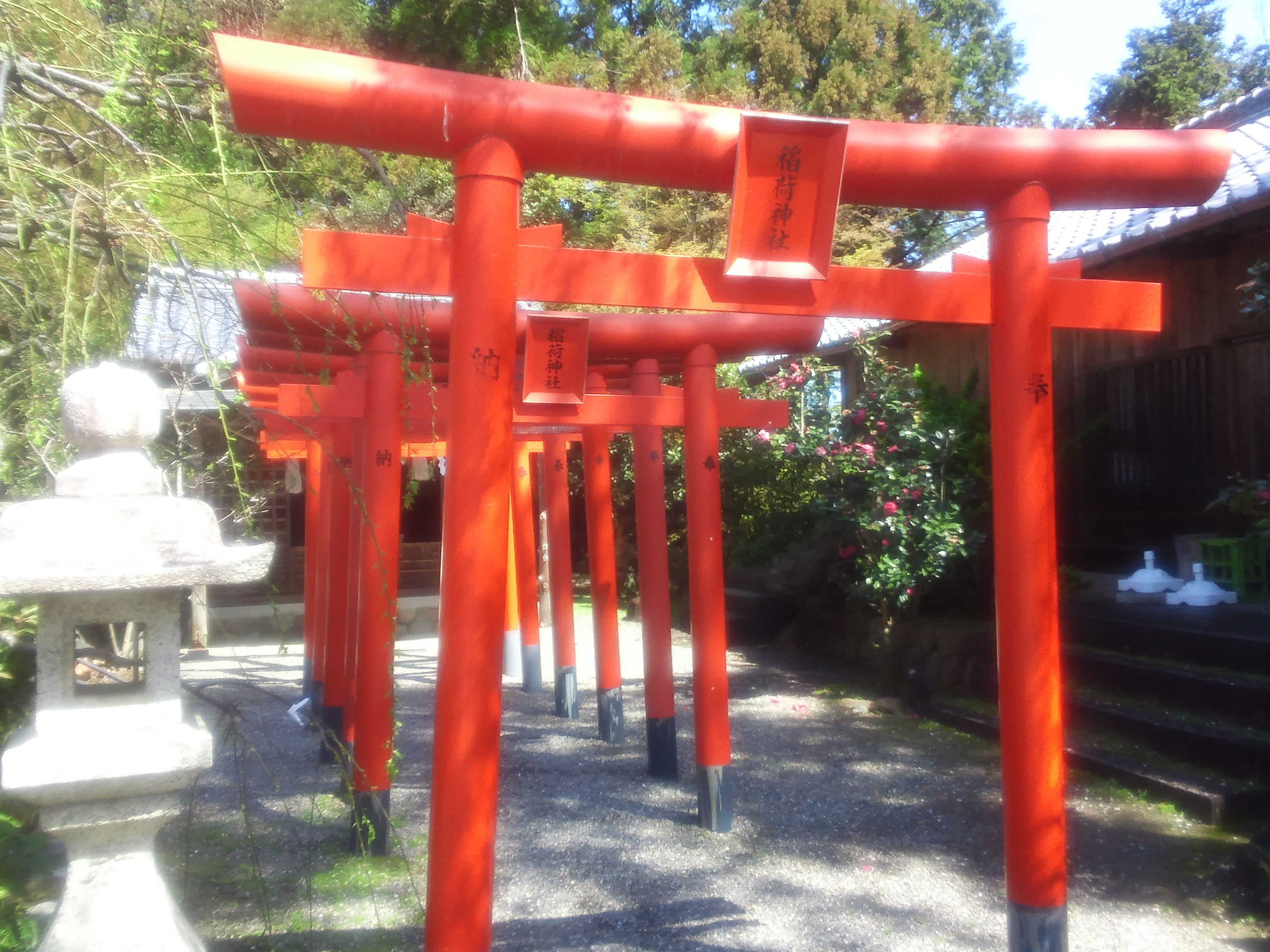
稲荷神社
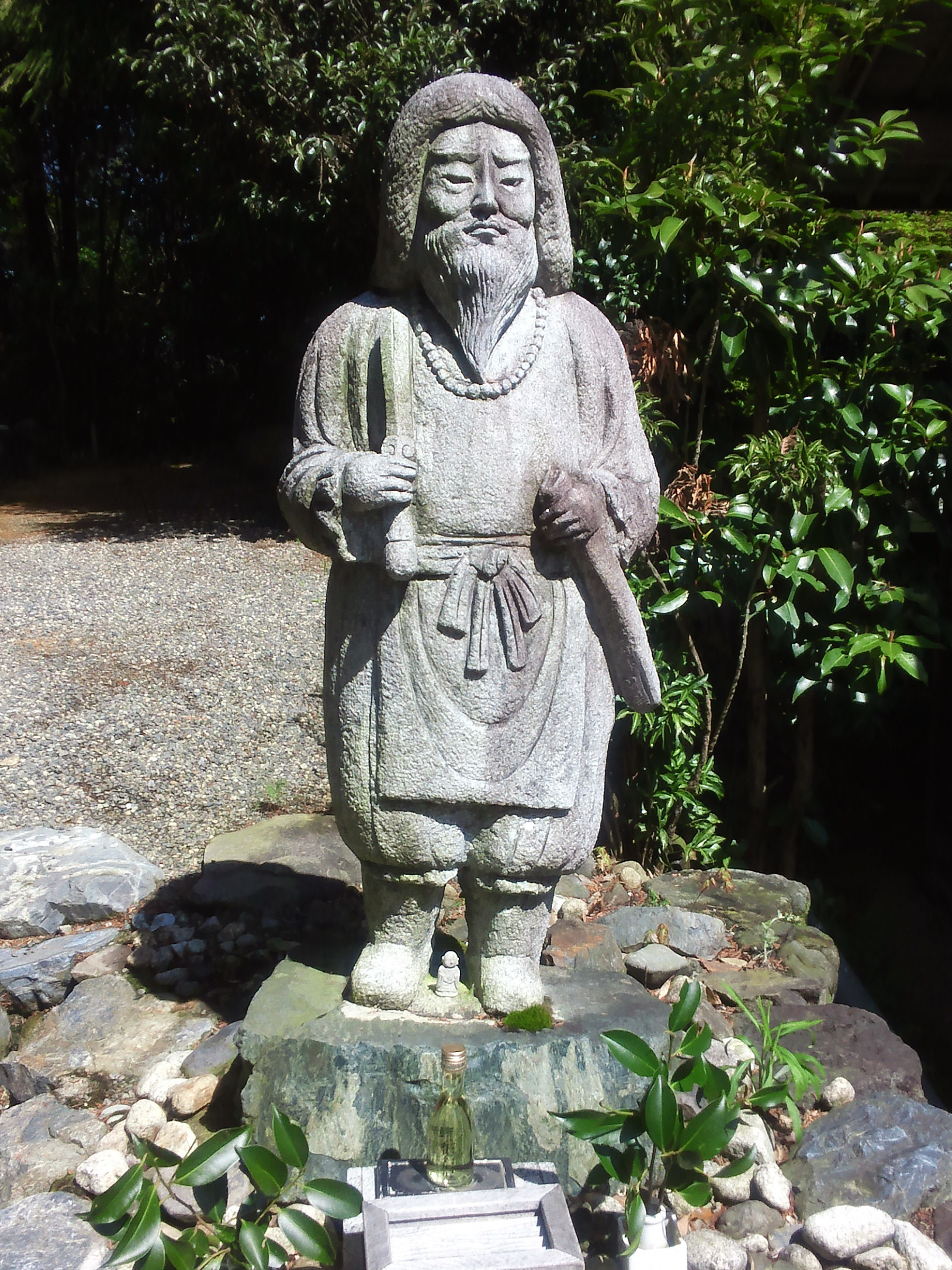
日本武尊像
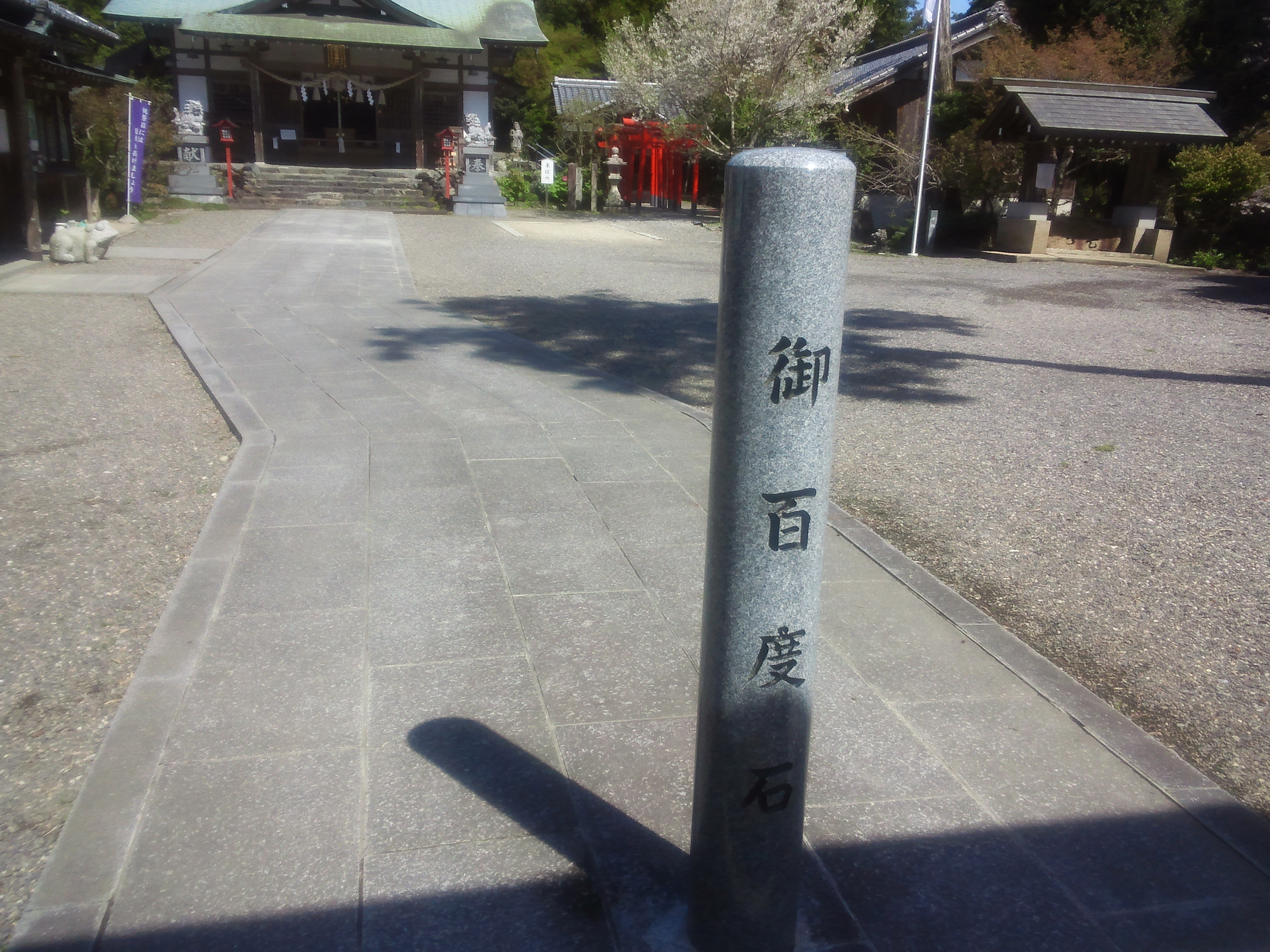
御百度石

## 所在地
- 三重県鈴鹿市加佐登町2010

## 交通アクセス
- JR関西本線 加佐登駅下車、徒歩で約20分。
- JR関西本線 加佐登駅・近鉄鈴鹿線 平田町駅から
  - C-BUS：椿・平田線に乗り換えて「加佐登神社」バス停下車、徒歩で約5分。

## 周辺情報
一帯は能褒野と呼ばれ、日本武尊を葬ったと伝えられる白鳥塚古墳を始め、着物を納めたと伝えられる綺宮碕奉装塚・奉冠塚など、日本武尊の旧跡が多い。
- 観音寺
- 鈴鹿フラワーパーク